# Sobralia macrantha
Espèce
Sobralia macrantha est une espèce d'orchidées du genre Sobralia originaire d'Amérique centrale.